# Connor Wickham
Connor Neil Ralph Wickham (* 31. März 1993 in Hereford) ist ein momentan vereinsloser englischer Fußballspieler. 

## Karriere

### Verein
2002 begann Wickham in der Jugendabteilung des FC Reading mit dem Fußballspielen. Im Jahr 2006 zog er mit seiner Familie nach Colchester. Dort spielte er in der Schulmannschaft der Philip Morant School und in den Jugendmannschaften von Ipswich Town. Bereits im Alter von 12 Jahren hatte er Angebote von zahlreichen englischen Spitzenvereinen, die er jedoch allesamt ablehnte.
In der Saison 2008/09 schnupperte er erstmals in das Profiteam herein, das in der Football League Championship, der zweiten englischen Liga spielte. Sein Debüt gab er am 11. April 2009 (42. Spieltag) im Spiel gegen die Doncaster Rovers im Alter von nur 16 Jahren und elf Tagen. Damit war er der jüngste Spieler, der jemals für Ipswich Town auflief. Seine ersten Treffer im Profifußball erzielte er im League-Cup-Spiel gegen Shrewsbury Town am 11. August 2009. Beim 3:3 in der ersten Runde schoss er zwei Tore; im anschließenden Elfmeterschießen, das Ipswich mit 4:2 für sich entschied, traf er ein weiteres Mal.
In der Saison 2009/10 kam Wickham regelmäßig zum Einsatz. In 26 Einsätzen erzielte er vier Treffer; den ersten am 13. März 2010 zum 1:0-Erfolg in der Nachspielzeit gegen Scunthorpe United. Nachdem er im April 2010 weitere drei Tore in nur vier aufeinanderfolgenden Spielen schoss, wurde er in diesem Monat zum besten jungen Spieler der Liga gewählt. Auch in der Saison 2010/11 war er ein fester Bestandteil der Mannschaft von Trainer Roy Keane und zog daher weiterhin verstärkt das Interesse zahlreicher englischer und europäischer Topteams auf sich. So erzielte er am 15. Februar 2011 im Spiel gegen die Doncaster Rovers drei Treffer zum 6:0-Endstand. Mit seinem Team erreichte er das Halbfinale des League Cups, wo man sich jedoch Arsenal London geschlagen geben musste. In dieser Saison wurde Wickham mit dem Football League Young Player of the Year Award und dem Championship Apprentice Award ausgezeichnet.
Am 29. Juni 2011 unterschrieb Connor Wickham einen Vierjahresvertrag beim Premier-League-Club AFC Sunderland und wechselte für eine Ablösesumme von zunächst neun Mio. Euro nach Sunderland. Damit entschied er sich gegen die Angebote höher eingestufter Erstligavereine, um bessere Einsatzchancen zu erhalten. Am 20. August 2011, dem zweiten Spieltag der Saison 2011/12, debütierte er bei der 0:1-Niederlage gegen Newcastle United in der englischen Eliteklasse, als er kurz vor Schluss für Sebastian Larsson eingewechselt wurde. Seinen ersten Treffer in der Premier League konnte er am 29. Oktober 2011 beim 2:2-Unentschieden gegen Aston Villa erzielen. Unter anderem auch aufgrund von Verletzungen saß er in seinen ersten beiden Spielzeiten häufiger auf der Bank und konnte in insgesamt 28 Spielen keinen weiteren Treffer mehr erzielen. Anfang Februar 2013 wurde er für einen Monat an den Zweitligisten Sheffield Wednesday ausgeliehen. In der kurzen Zeit spielte er sechs Mal in der Football League Championship und schoss ein Tor. 
Am 26. Februar 2014 wurde er bis Ende der Saison 2013/14 an Leeds United verliehen. Im August 2015 wechselte er zu Crystal Palace. Dort verbrachte gut fünfeinhalb Jahre, kehrte dann im Januar 2021 ein weiteres Mal nach Sheffield zurück, bevor es ihn Mitte September 2021 zum Zweitligisten Preston North End verschlug. Seit 2022 wechselte Wickham dann fast jährlich den Verein und spielte für die Milton Keynes Dons, Forest Green Rovers, Cardiff City und zuletzt bis zum Sommer 2024 für Charlton Athletic.

### Nationalmannschaft
Wickham spielte für die U-16-Nationalmannschaft Englands und gewann mit dieser 2008 den Victory Shield, ein jährliches Turnier zwischen den U-16-Auswahlmannschaften von England, Schottland, Nordirland und Wales.
Für die U-17-Nationalmannschaft traf er in 13 Spielen bemerkenswerte neun Mal. So konnte er z. B. im EM-Qualifikationsspiel gegen Aserbaidschan innerhalb von gerade einmal 21 Minuten drei Tore für sich verbuchen. 2010 nahm er mit seinem Team an der U-17-Europameisterschaft in Liechtenstein teil, bei der die Engländer den Titel holen konnten. Mit seinen zwei Toren beim 2:1-Erfolg über die Niederlande im Halbfinale und dem entscheidenden Treffer zum 2:1 im Finale gegen Spanien hatte Wickham großen Anteil an diesem Erfolg und gewann den Golden Player Award als bester Spieler des Turniers. Wegen seiner hervorragenden Leistungen wurde in England gar über eine mögliche Teilnahme Wickhams an der WM 2010 in Südafrika diskutiert. Er wurde jedoch von Nationaltrainer Fabio Capello nicht nominiert.
Am 16. November 2010 debütierte er für die U-21-Nationalmannschaft im Spiel gegen Deutschland. Bei der U-21-Europameisterschaft 2011 in Dänemark stand er im Kader, kam jedoch nicht zum Einsatz. In den folgenden zwei Jahren spielte er häufig in der Qualifikation zur U-21-Europameisterschaft 2013; beim Turnier selbst, das im Juni 2013 in Israel stattfand, kam er in allen drei Gruppenspielen zum Einsatz.

## Trivia
- Im September 2010 stand er gemeinsam mit Wayne Rooney und Joe Hart für einen TV-Werbespot des Sportartikelherstellers Umbro vor der Kamera.

## Erfolge

### Titel
- U-17-Europameister: 2010
- Victory Shield: 2008